# ガンダムTR-6
ガンダムTR-6 (GUNDAM TR-6) は、ガンダムシリーズに登場する架空の兵器。初出は、雑誌企画『ADVANCE OF Ζ ティターンズの旗のもとに』。
地球連邦軍の特殊部隊であるティターンズの「TR計画」によって開発された次期主力量産機。軽量型モビルスーツ (MS) であるウーンドウォートをコア・モビルスーツとして、さまざまな強化パーツを装着することであらゆる戦場・作戦に対応した形態をとることが可能な「兵器システム」である。その形態は、ハイザックIIなどといった量産型MSの代替後継機形態や、敵対組織であるエゥーゴのEx-SガンダムやΖΖガンダムに対抗する形態であるハイゼンスレイIIから、巨大な決戦兵器であるインレにまでおよぶ。
『ティターンズの旗のもとに』では物語の終盤に試作機1機が登場するが、続編の雑誌・ウェブ企画『A.O.Z Re-Boot』および漫画『A.O.Z Re-Boot ガンダム・インレ-くろうさぎのみた夢-』では、その後火星に持ち込まれた別の機体がジオン公国軍残党組織のひとつである「レジオン」によって鹵獲・再生産されて複数機が運用されており、火星を支配する強大な戦力になるとともに、物語の鍵を握る重要な存在にもなっている。

## デザイン・名称
『ティターンズの旗のもとに』でメカニックデザイン全般を担当した藤岡建機によるが、これまでの既存のMSをベースとしたデザインと異なり、完全なオリジナルとなっている。『ティターンズの旗のもとに』本編で唯一活躍した形態であるハイゼンスレイII（およびハイゼンスレイII・ラー）については、本作は悪役であるティターンズ側の物語であるため、ヒーロー物のお約束である主人公と対の影となるダーク・ヒーロー、または悪の組織が作った主人公の偽物といった感じを意図したという。一見、各部の部品構成は異なるが、ティターンズ・カラーで全身を黒く塗ると、機体特性の同じΖΖガンダムやSガンダムといったアナハイム・エレクトロニクス製ガンダムに見えるようなシルエットになっているとのこと。
最終形態であるインレがバインダーを広げた姿（射出形態）は、翼を大きく広げて獲物を狙うタカ（ティターンズのシンボルでもある）を連想させるシルエットであるという。これまで実験動物のウサギだったTRシリーズが、完成形でタカに転生したというデザインの演出意図であるとのこと。
素体となるウーンドウォートの頭部は、同時期に藤岡が連載していた漫画『DOLLMASTER -彷徨の六花-』（ジャイブ）に登場するエニグマ式メカドール：PALと共通するデザインとなっている。
『ティターンズの旗のもとに』の『電撃ホビーマガジン』連載時は、初出ではキハールIIが「TR-6［ウーンドウォート］」（「ガンダム」は付かない）として紹介された。次の連載でウーンドウォートの画稿と設定が公開されたが、まだ名称に「ガンダム」は付いていない。その次にはハイゼンスレイIIが「ガンダムTR-6［ウーンドウォート］（高速戦闘形態）」として紹介されている。

## 設定解説
ティターンズによる次期主力機の開発計画「TR計画」の最終型にして完成機。機種統合計画を反映した量産型の可変MSで、「全軍の規格共有化」と「決戦兵器化」の性質を有し、地球連邦軍の主力機として予定されていた。
ガンダムTR-6とは、単体の機体を指す呼称ではなく素体MS「ウーンドウォート」もしくはそのコア「プリムローズII」を中核とした兵器体系（あるいは運用体系）のコードである。「TR計画」は母艦の運用、素体互換パーツの開発、作戦の立案、設計、製造などを包括的に更新する大規模なMS運用システムとして成功を収めているが、「TR-6」というコードはこの運用体系全体を指すものとされている。
換装を前提としており、TRシリーズの実働データから製造された新規パーツや、従来機のパーツをオプション化したものを装備する。その換装形態は「無限」と形容できるほど膨大な数に派生する可能性が考えられた。換装によってどの機体よりも高いスペックを獲得しており、その能力は理論的にはグリプス戦役期時点では最も「最強」に近い存在と言える。
T3部隊でテストされた様々な機体の長所をフィードバックして開発された「究極のMS」であり、例外はあるが基本的にはウーンドウォートをコアMSとして、宇宙から空中、地上に至るあらゆる戦場において最高の性能を発揮できるよう、換装によって多種多様な形態をとる。各種オプション・強化パーツは再設計され、内部構造も純工業製品としてプラッシュアップされたものとなっている。
カラーリングは、白と紺色を基調とするテスト・カラーと、濃紺を基調とするティターンズ・カラー（実戦配備カラー）がある。
『A.O.Z Re-Boot』では、レジオンの鹵獲・再生産機は一貫して本体のウーンドウォートが漆黒、強化パーツが赤を基調とする。この本体色の漆黒は、もともと保有していたティターンズの秘密特殊部隊「ブラックヘアーズ」の部隊カラーがそのまま使用されている（マーキングのみレジオンに変更）。レジオン建国戦争における勝利の象徴としてレジオン国民から愛され、アリス親衛隊仕様として定着する。そのため「ブラックヘアーズ・レジオン仕様」とも呼ばれる。

### 機種統合計画
TR-6開発時に発案されたMSの恐竜的進化を改善する運用構想。
「万能化換装システム」を支柱とする構想で、試作機の乱発によって互換性を失っていた当時の兵器郡の後継機を「TR-6」一種に規格統合する計画として検討された。これによる整備性の向上も目的としている。
ティターンズは運用する機体の全機能をTR-6換装形態で再現することに成功しており、行く行くは地球連邦軍の運用機全てをTR-6に統一してしまおうと云う野心的な目標を立てていた。

### BUNNyS（強化人間人格OS）
本機に採用された特殊なOS。カタカナ表記は「ヴァニス」。『ガンダムエース』2003年7月号掲載の藤岡による短編漫画「OVER THE MIND」（のちに『くろうさぎのみた夢』第1巻に再録）で開発経緯が描かれている。『ティターンズの旗のもとで』では、藤岡によるメモに「強化人間人格OS」という名称で記載されるも、作中では明確に触れられなかった。『A.O.Z Re-Boot』では「BUNNyS」 および「3号7式OS（換装プログラム）」の名称とともに改めて設定され、「OVER THE MIND計画」が本OSの開発を目的とするとされた
MSの性能を次世代クラス以上にアップグレードさせるOSで、万能化換装システムおよび機種統合計画のパーツの統合・制御を行い、無人かつ自動での遠隔作業も可能である。さらに、各形態の運用データをリンクによって共有することで、本OSは武装の組み換えを学習して成長し、強大な敵に敗れた場合でも、そこから収集した対抗策を講じて打ち勝つよう進化する。ほかに人格を模したOSの開発例は多いものの、これほど大規模かつ難易度の高い換装機構を統括・制御するものは前後に例がないとされる。
複雑な火器管制システムの制御も担い、サイコミュの制御も可能とするため一般パイロットがサイコミュ装備形態を運用することもでき、強化人間やニュータイプ (NT) が搭乗する際にはより強大な力を引き出せる。機種統合計画による規格統一により、ティターンズの全MSに搭載されたともいわれるが、搭載が確認できるのは本機とフライルーのみであり、ヘイズルには計画の遅延により実装されていない。
漫画「OVER THE MIND」では、連邦軍の次期主力量産機に搭載予定の戦闘データ・システムが「3号作戦」で開発され、被験者である強化人間の「心」をデータ化して蓄積し、その命が潰える瞬間に完成するものであることが語られた。最終的に、被験者の少年がガンダムそのものになったかのような結末が描かれている。のちの『くろうさぎのみた夢』ではこの少年は「3号」と呼ばれ、「OVER THE MIND」計画に命を捧げたとされている。また、計画では人体実験により幾人もの犠牲者を出したとされるが、真偽のほどは定かではないとしている。
『ティターンズの旗のもとに』に掲載された藤岡のメモでは、作中でロックオンしただけで本機が敵のMS3機と戦艦1隻を自動追尾して破壊するという謎の機体能力の設定的な辻褄合わせとして、本機には「OVER THE MIND」計画（通称「3号計画」）で開発された「強化人間人格OS」が搭載されているためであると説明しており、詳細は上記の漫画「OVER THE MIND」を参照のこととしている。ただし、OS搭載を明言するのが問題であれば、そういうOSの計画もあったらしいという程度の扱いでよい旨も記されており、メモに付帯するキャプションでは、本機には公式に発表されていない技術も盛り込まれていたようだとされている。またメモでは、ギガンティック形態などにおける頭部のウェポン・カーゴには、強化人間人格OSに対応した準サイコミュ（ドーベン・ウルフのものと同様）が搭載されており、一般兵でもオールレンジ攻撃などのNT戦闘が可能となるとしている。
『くろうさぎのみた夢』では、パイプライン事故現場で本機が他の作業用MSの四肢などを借りて（または奪って）単独で換装し、みずからのものとしており（ウーンドウォート建機形態を参照）、本OSの柔軟性の高さを見せている。またティターンズ残党のツキモリが所有する、本OSを91式に書き換えたものが入ったディスクを使用することで、連邦系MSであるアーリー・ヘイズルにジオン系の装備であるズサブースター・マリンタイプを接続することに成功している。その様子をホシマルは「OSに人の意志があるみたいに、自分で考えて勝手に対処している」と表現している。さらに、オリンポス山火口基地で作業用重機として運用されていたバケットホイールエクスカベーター型サイコガンダムMk-IIを奪取し、ヴァルハラ博士より届けられた新型のBUNNySおよび疑似人格コンピューター・システムと戦闘プログラム（BUNNyS・C・Aタイプ）をインストールし、博士のクローン強化人間であるマーキュリーがパイロットとしてBUNNySの憑代となることにより通常の3倍もの能力を引き出され、巨体でありながら格闘戦のみでファンネルを叩き落とすほどの運動性能を発揮している。ただし、パイロットは死を覚悟するほどの精神的・肉体的負担を強いられる。

### 作中での活躍
『ティターンズの旗のもとに』のフォト・ストーリーおよび小説版では、グリプス戦役終盤の宇宙世紀0088年1月、T3部隊の母艦「アスワン」に試作機1機がキハールII形態で収容される。2月、エリアルド・ハンター中尉がテスト・パイロットに任命され、シミュレーターで訓練を続ける。同月のコロニー・レーザー争奪戦のさなか、アスワンはティターンズ司令部から本機の実戦投入を命じられる。しかし、すでに戦争の勝敗は決しており、これ以上の損害はどの陣営にとっても無意味な中、「ガンダム」である本機が出撃すればティターンズは勢力を盛り返し、戦いは長引いてしまう。そのため、アスワン艦長オットー・ペデルセン大佐はエリアルドに、出撃後は戦線に参加せずに本機を破壊することを命ずる。
ハイゼンスレイII形態（文中では、フォト・ストーリーでは「ウーンドウォート」、小説版では「ウーンドウォートEX」と呼ばれる）で出撃後、命令通り戦線とは逆の暗礁宙域に向かうが、エゥーゴのガブリエル・ゾラが搭乗するリック・ディアス［シュトゥッツァー］に補足され、追尾される。途中エゥーゴの部隊と遭遇するが、本機は一瞬にしてネモ3機を撃破すると同時にサラミス改級巡洋艦へ壊滅的な打撃を与え、撃墜を免れたネモ3機を後退させる。その後エリアルドは、会敵したゾラ機にみずからとともに本機が破壊されるのを待つが、その真意を知ったゾラはエリアルドに「貴官は、ガンダムの完全な破壊を見届ける義務がある」と言い含めて自機のコックピットに乗せ、ふたりの親指でゾラ機のメガ粒子砲のトリガー・ボタンを押し、TR-6の破壊を完遂する。エゥーゴが掌握したコロニー・レーザーが発射される直前のことであった。
なお、本機はインレ形態での出撃が発令されていたが換装が間に合わず、うちファイバーIIユニットはカール・マツバラ中尉の搭乗するヘイズル・アウスラに装備されており、こちらも機体ともども破壊している。残るユニットは、轟沈するアスワンと運命をともにしている。
漫画版では、0087年11月に本機の部品がコンペイトウからカールの搭乗するシャトルでアスワンに運び込まれ、艦外で組み立てがおこなわれる。コロニー・レーザー争奪戦では、完成したインレはアスワンに係留されているが、敵の攻撃を受け出火した下半身（ダンディライアンII）はパージされる。エリアルドはハイゼンスレイII・ラー形態で出撃、みずからの意志で戦闘に参加する。1機でエゥーゴのMS隊を壊滅させてコロニー・レーザーを攻撃せんとするも、間に合わずレーザーは発射され後方のティターンズ艦隊は大打撃を受ける。味方の残存MSの撤退を支援するため、さらに多くの敵MS・艦船を撃破したあと、本来の破壊任務のため反転して暗礁宙域に向かう。なお、ファイバーIIユニットはフォト・ストーリーと同様カールのヘイズル・アウスラに装備されて出撃するが、エリアルドを迎えに来た際にはビグウィグ・キャノンIIとフルドドIIのみを装備している。
漫画『くろうさぎのみた夢』では、グリプス戦役終盤に戦列を離れた「トライステラー」とも呼ばれるティターンズ残党によって、最低でも1機分のハイゼンスレイII、フルドドII、およびインレの上半身を構成するファイバーIIのユニットが火星に持ち込まれている。これらは、ガンダムTR-6開発チームの中核のひとりであるヴァルハラ博士の手引きによって、残党の中心で彼女の同志であるトリスタン特務大佐率いるブラックヘアーズが受領したものである。同時にインレの下半身を構成するダンディライアンIIはエゥーゴに引き渡され、ヴァルハラ博士もエゥーゴに参加しているが、これはインレそのものがエゥーゴに奪われることを避けるためであり、TR計画を継続するためでもあった。残党はジオンの後継者を名乗るアリシアに率いられてレジオンに参入、敵対勢力であるもうひとつの公国軍残党「ジオンマーズ」をファイバーIIによって壊滅状態にし、レジオンの建国に貢献する。
その後、レジオンはティターンズ残党から本機を含むすべての兵器を取り上げ、火星の工業プラントで本機の再生産をおこなう。0089年の時点でフォボス宇宙港に1機（クインリィ形態で出撃）、地上基地に2機（キハールII）の配備が確認できる。0091年には地上基地のキハールIIは6機に増えており（のちに1機はバーザムIIに換装）、ハイゼンスレイIIはアリシア専用機としてリハイゼに改修されている。また、ファイバーII（作中では「インレ」と呼ばれる）は火星の地下氷河秘密基地で「建造中」とされ、工業プラントでパーツを製造しており完成は間近となっている。
また『A.O.Z Re-Boot』では、「0150年代のツキモリ」が所有している写真に、地球に落下しようとするスペース・コロニーと、周囲に展開する3機のウーンドウォートからなるMS小隊が写っており、"U.C.0088.10.31" の日付（ネオ・ジオン軍がダブリンにコロニーを落とした日）が印字されている。所属は不明であり、バルヲ先生は生徒たちに、この小隊はコロニーを護衛しているのか、落下を阻止しようとしているのかを問うている。

## 機体構成

### ガンダムTR-6［ウーンドウォート］
ガンダムTR-6のコアとなる素体状態の可変MS。ガンダムTR-S［ヘイズル・フレア］および万能化換装システムの構想を継承し、機種統合計画を反映・ブラッシュアップする形で一から新規設計されている。
詳細なスペックやサイズは不明だが、身長比較図（アウトラインや省略を含むラフ画稿）ではガンダムTR-1［ヘイズル改］（頭頂高18.1メートル）より頭ひとつ分小さい。一方で、ガンダムTR-6のガンプラ化の企画を担当したBANDAI SPIRITSホビー事業部の飯田は「設定上ヘイズル改と同じくらいの身長」であると発言しており、このTR-6［ウーンドウォート］のガンプラは設定どおり、同スケール（HGUCシリーズ）のティターンズ系MSの四肢とミキシングビルドすることで派生形態が再現できるようになっている。
腰部ドラムフレームを中心に各部を折りたたんで小型のMA形態に変形可能で、同形態では冷却ガス・ユニット（TR-5ファイバーで使用された耐熱フィールド発生装置）を使用して大気圏突入も可能。優れた推力により、単独で大気圏内も飛行できる。大腿部のみMA形態に変形した中間形態をとることもできる。股間部にサブアーム（隠し腕）を1基もっており、本機や本機をコアとしたバリエーションのMA形態において、武器の保持などに活用される。
MS形態の臀部（MA形態の機首）にはブースト・ポッドを装備。これはヘイズルのブースター・ポッドを発展させたもので、ジェネレーターを内蔵している。冷却ガス・ユニットとバルカンをもつ通常型と、2つのラッチと拡散メガ粒子砲をもつマルチ・コネクター・ポッドの2種類がある。どちらも中空になっているスペースがあり、変形時に頭部と胸部コックピットを覆ったり、プリムローズIIを収納してサブ・コックピットとして用いることができる。
MS形態の大腿部にもジェネレーターを内蔵しているため肥大化しているが、それ以外はほかのMSに比べて非常に華奢な体躯となっており、足首はランディング・スキッド程度のものがあるだけである。ただし既存のティターンズ製MSの四肢パーツを接続可能であり、本体の手足を折りたたんで接続することで通常のMSに近くなる。胸部には脱出ポッドとしてプリムローズIIを持ち、腕部を含む上半身はヘイズル等に装備可能なサブアームユニットIIになる。
武装はブースト・ポッド内蔵のものや後述のコンポジット・シールド・ブースターのほか、頭部にバルカン・ポッドを装備している。また設定画にはないが、漫画版でビーム・サーベルの使用が確認されている。ただし、劇中描写では標準装備のものか、敵機から奪ったものかは不明。形状は円筒形の一般的なもので、νガンダムのビームサーベルのように、斬りかかるとき以外はビーム刃が短くなっている。『Re-Boot』でも使用しており、形状は四角柱状で、鹵獲後の追加装備なのかは不明。
頭部はV字アンテナを有し、ひさしでツインアイが隠れているもののガンダムタイプとなっている。「頬当て」の形状が異なるタイプやツインアイが露出したタイプといったバリエーションもいくつか確認できる。また、彫像型のアンテナ「サイコブレード」を装備した指揮官機仕様もごく少数配備されている。

#### プリムローズII
PRIMROSE II （型式番号：MP-X87）
ウーンドウォートの脱出ポッドであり、プリムローズの後継機。
プリムローズ同様変形することでウーンドウォートの胸部を構成する自立航行能力を持った脱出ポッドである。柔軟な汎用性・拡張性も継承しており、パーツの組み合わせ次第で、上記のフルドド形態の様な支援機として単独運用も可能。また、本機自体にもプリムローズにはなかった2基のガトリング砲が装備されている。

##### アクア・プリムローズII
AQUA PRIMROSE II
ウーンドウォートやバーザムに内蔵されているプリムローズIIが、後述のアクア・ハンブラビIIと合体した状態でドラム・フレームごと分離したモビルポッド形態。ウーンドウォートとバーザムでは、ドラム・フレームに接続されるユニットの仕様と構成が異なる。

#### コンポジット・シールド・ブースター
ウーンドウォートの主兵装。ヘイズルのシールド・ブースターに、フライルーのウィンチ・シールドおよびロング・ブレード・ライフルを一体化して完成される。
ロング・ビーム・ライフル（先端がスリット状に割れた発射口になっており、高出力射撃モードではさらに左右に展開する）、ウィンチ・ユニット（射出した先端を、モビルビットとして運用可能）、ヒート・ブレード（バレル両側とも）、シールド（ライフルのバレルは伸縮可能でシールドに収めてしまうことも可能）、Iフィールド発生器（シールド防御用）、ブースター（後部のカバーをはずし増加スラスター・ユニットを取り付けることで、防御力を犠牲にして推進力を増加させることが可能）の機能を持ち、クロー形態へ変形可能なうえに、蛇腹状のサブアームまで付加（サブアームでラッチに接続、クローに変形することで巨大な腕「ギガンティック・アーム・ユニット」として使用できる）されている。さらに『Re-Boot』では、BUNNyS使用時に解析や精密作業を行うワイヤーマニピュレータが複数備えられている。
サイコ・インレでは、武装サイロに搭載するサイコミュ兵器として、4基まとめてブースターを接続し射出、さらにそれぞれブースターから射出してモビルビットの一種として無線誘導および自律制御する案もあった。

### フルドドII
HRUDUDU II（型式番号：RX-124 / FF-X39A / ARZ-124）
Gパーツ［フルドド］の運用データをもとに開発されたTR-6用の強化パーツ・システムで、「Gパーツ・ユニット」とも呼ばれる。「Gパーツを機体に組み込む」という構想は、エゥーゴのΖΖガンダムやEx-Sガンダムと同一のコンセプトであり、これらの「対抗兵器」としてTR-6にはMSとフルドドIIの融合が当初から盛り込まれている。また、単体でもMSとの合体機構を有する支援戦闘機として運用される。
支援戦闘機形態では、ウーンドウォートの胴体ユニット（マルチ・コネクター・ポッド (MCP) 装備）がプリムローズIIを機首として変形したものをコア・ユニットとし、ポッドの左右に小型のドラム・フレームと蛇腹状のベロウズ・フレームからなるマルチ可動フレームを介して、ショルダー・ユニット、マルチ・アーム・ユニットおよびウィンチ・キャノンからなるバインダーを装着する。また、下部のウーンドウォートのサブ・アームでコンポジット・シールド・ブースターなどを保持する。
フルドドII（おもにバインダーのみが使用される）と合体した形態は、ヘイズル・アウスラでは「ラーII」、2機合体した形態は「ラーII（第二形態）」が名称のうしろに付加されるが、TR-6の場合は2機合体した形態に「ラーII」が付加される。ただし、いずれも「フルドドII」を意味する「II」は省略されることが多い。
TR-6に先駆けて、一部が「支援パーツ」としてギャプランTR-5［フライルー］に装備され、一定の成果を挙げている。また、ヘイズル・アウスラや旧プリムローズとも合体可能であり、旧フルドドのウィング・ユニットを本形態のバインダーに換装することも想定されている。TRシリーズのみならず、ハイザックやバーザムといった既存機にも合体可能である。合体方法は、ウーンドウォートなどTR計画による次期主力機系MSの場合は胴体部ドラム・フレームにMCPを接続。ハイザックなどトランス・パック・システム導入MSの場合はガンダムTR-1型バックパックに換装し、上部ブースト・ポッドにMCPを接続。それ以外の既存MSなどの場合は、サブ・アームあるいはフルドドのドラム・フレームに追加したベロウズ・フレームのアームでMSの股間下部に接続する。いずれの場合も、同時にマルチ可動フレームの伸縮によりMSの両肩をショルダー・ユニットで挟み込んで計3か所でロックする。
支援戦闘機形態はテスト・カラーとレジオン・カラーが確認されているが、ティターンズ・カラーの機体と合体したバインダーの塗装はテスト・カラーと同じである。
レジオン建国戦争ではバーバラが搭乗し、アリシアらが搭乗する［ハイゼンスレイII］と［ファイバーII］ユニットの合体の仲介役となっている。
装備
ショルダー・ユニット
フルドドのウィング・ユニットの進化形で、「ブースター・ユニット（またはポッド）」とも呼ばれる。TRシリーズ共通の新型ジェネレーターを内蔵しており、熱核ジェット / ロケットとして機能する。後部にドラムフレームを装備、マルチ・アーム・ユニットを接続するほか、側面にサイコガンダムの腕部などの大型機器を装着可能。支援戦闘機形態などでは、ここに中型ブースターを取り付けることもある。
前部が「クロー・アーム・ユニット」となっているタイプもあり、蛇腹式のアームにより伸縮する。クロー内側にビーム発振器があり、旧フルドドのロング・ブレード・ライフルを接続して（クローで挟んで保持）ビーム・キャノンとして使用可能。通常タイプと同様の角型のスラスターは確認できるが、熱核ジェット用のインテークはない。
マルチ・アーム・ユニット
「サブ・アーム・ユニット」とも呼ばれる。ウィンチ・キャノンなどを保持するほか、スタビライザーとしても機能する。

#### ガンダムTR-6［ハンブラビII］
GUNDAM TR-6 [HAMBRABI II]（型式番号：ARZ-124HB II）
『Re-Boot』で新規に設定された形態。フルドドIIにウイング・バインダー、ビームキャノン、ハイメガ・キャノン・ユニットを装着した完全なMA形態で、ハイゼンスレイII（・ラー）と共通の強化パーツを使っている。ハンブラビのMA形態に対応する形態であり、「ガンダム」の名を残しているが、これ自体の構成部品に四肢や頭部は含まれていない。SSDにおいては「ハンブラビ・フラカ」と改称されている。本形態は空間戦を主眼に置いているが、下記の水中用装備のほか、空戦用、陸戦用、後方支援用のユニットがあり、理論上あらゆる局地戦への対応が可能である。

##### アクア・ハンブラビII
[AQUA HAMBRABI II]（型式番号：RX-124 / ARZ-124HB II M）
フルドドIIに「アクア・ユニット」を装着した、ハンブラビIIの水中仕様。こちらは「ガンダム」の名が冠されていないが、頭に「TR-6」を付けて表記されることもある。突起が多く水中での運用に不向きな形状に見えるが、フリージーヤード技術を応用したゲル状物質で本体を包み込むことで水の抵抗を軽減させるなどの対策がほどこされている。フルドドII同様にGパーツとしての機能も備えており、ウーンドウォートと合体してアクア・ウーンドウォートとなるほか、それ以外のMSとの合体も可能であり、マリン・ハイザックはアクア・ハイザック、バーザムはアクア・バーザムとなる。合体時の装着部位によって運用領域が変化し、腰に装着した場合は水上、肩に装着した場合は水中での運用に特化する。
連邦軍における水陸両用MSは、一年戦争時はMS開発の遅れもあってアクア・ジムの配備に留まり、戦後も鹵獲したザク・マリンタイプを改修したザク・マリナーの使用を続けるなど新規開発には消極的であった。しかし「地球圏の守護者」を自認するティターンズは、ジオン残党の海洋勢力を放置するわけにはいかず、水中用MSに換装できる強化装備が必要不可欠となり、TR計画においてアクア・ユニットが開発される。
レジオン建国戦争におけるジオンマーズの氷河拠点攻略戦ではアクア・ハイゼンスレイIIのほか、アクア・ユニットを装備したマラサイをはじめとするブラックヘアーズ仕様のMSが投入されている。その後を描いた『くろうさぎのみた夢』作中ではアクア・バーザムのほか、単体のものも多数出撃している。
装備
攻撃用ユニット
フルドドIIのショルダー・ユニットの前部に装着する。4連装のマイクロ・ミサイルと、下部にハンド・アンカーを装備。
ハイドロ・ジェット・パック
ハイドロ・ジェット式のブースト・ポッドとも呼ばれる。ショルダー・ユニット後部のドラム・フレーム、および中央部のマルチ・コネクター・ポッドとプリムローズIIからなるコア・ユニット上部の計3基が装着される。
水中用シールド・ブースター
ショルダー・ユニット後部のドラム・フレームからウィンチ式サブ・アームを介して左右に2基装備。前半部に水中発射式の大型巡航ミサイル (SLCM) と小型ミサイルを搭載する。
スタビレーター
マルチ・コネクター・ポッドとプリムローズIIを繋ぐドラム・フレームに接続され、後方に伸びる。先端部に炸裂式ハープーン・ガンを搭載する。
フリージーヤード発射管
オプションとしてマルチ・コネクター・ポッド下面に2基装備する。

### 追加装備・ユニット
各形態専用の装備・ユニットは各形態を参照。
重力下用脚部
TR-6の各強化形態を重力下で運用する際には、本体の自重を支えるために堅牢な脚部が必要となるため、［ウーンドウォート］の脚部を折り畳んで既存MSの脚部（膝から下）を接続する。T3部隊における試作機の運用実験時にはガンダムTR-1［ヘイズル］の脚部が使用されている。これは次世代主力機であるガンダムTR-S［ヘイズル・フレア］の脚部の試作部品でもあり、完成後は同機の脚部を汎用強化パーツとして使用する予定であったが、計画変更にともない［ヘイズル・フレア］の簡易量産型であるバーザムの脚部での運用に変更される。レジオン親衛隊における実際の運用時も、これに倣っている。そのほか、各形態によってさまざまな既存MSの脚部が使用されている。
サイコブレード
頭部のV字アンテナに替わって装備される、翼の生えた少女（インレの擬人化）の彫像をかたどったサイコミュ送受信用ブレード・アンテナ。「フィギュアヘッド」とも呼ばれる。これを装備する機体はガンダムTR-6［ウーンドウォート］サイコブレードカスタムと呼ばれる指揮官機仕様とされ、レジオンでもグロリア・ザビ機をはじめごくわずかである。また、クインリィのコアMSとなるのはこの仕様である。
高級な火星産の希少金属を使用しており、黄金に輝く。もともとは「OVER THE MIND」計画と連動した、強化人間用のマンマシンインターフェースの一種として開発されており、強力なサイコ・ウェーブにより各サイコミュ兵器との同調率を高めるほか、監視衛星「エレノア」とのサイコミュ・リンクや、EWACキハールとの連携も可能。さらに、通常のV字アンテナより大きく左右に伸びた角が、敵味方双方にガンダムタイプであることを視認させる心理的効果を担う。
『ガンダム・インレ-くろうさぎのみた夢-』では、ニュータイプ能力をもたないジオンマーズのチェスターJr.が直接触れることで、戦死したヌマーシュら味方の強化人間たちの思念体と会話をおこなっている。
ウィンチ・キャノン
ヘイズル・アウスラおよびプリムローズに装備されたバレル開放型のウィンチ式試作メガ粒子砲を強化・発展させた武装。バレルの延長によって射撃精度や威力が強化されている。また、ウィンチの有線制御による遠隔攻撃に加えてオールレンジ攻撃にも対応する。強化前から装備されているモノアイ・センサーによる隠密索敵行動や、ワイヤーに電流を流してハンブラビの「海ヘビ」のような運用も可能。裏面には3連装グレネード・ランチャーやハイパー・バズーカなど追加武装の装着も可能。なお、形態によっては強化前の旧型が装備される場合もある。
ハイ・メガ粒子砲
「ハイメガ・キャノン・ユニット」とも呼ばれる。絶大な威力を誇るビーム兵器。第4世代MSに匹敵する攻撃力もち、同クラスの敵を凌駕することができる。面制圧力に加え、拡散式として防御兵装としても運用可能。フライルーIIとアドバンスド・キハールIIのものは外観が異なるものの、機関部は共通である。
クラッカー・ホルダー
「投榴爆弾」とも呼ばれる、円盤状のクラッカーを3基マウントする。TRシリーズの多くが装備するとされるが、TR-6以外で確認できるのはアドバンスド・フライルーのみである。サブ・アームを戦闘時に有効活用するためのもので、指示により自動で投榴される。
ウィング・ブースター
「増加ブースター・ユニット」とも呼ばれる。ギャプランのバインダー後半部を発展させた2連式の推力増加ユニットで、大推力により大気圏内での飛行を可能とし、機体に高度な機動性と運動性をもたらす。プロペラントを内蔵しているため、航続距離および継戦能力も延長される。装着位置は任意に設定可能で、機体の重心と位置の調整により性能を変化できる。
ギャプラン用ブースター / 大型ブースター / 中型ブースター
ヘイズル・ラーと同様に、巡航形態で使用される。さらに、のちのフルアーマー・ユニコーンガンダムが装備する大型ブースターに酷似したもの、およびその縮小版（便宜上「中型ブースター」と呼称）を併用することもある。
ウェポン・カーゴ
「ウェポン・コンテナ」とも呼ばれる。規格化された汎用コンテナで、内部に各種兵装を搭載する。ハイ・メガ・キャノンの出力をおぎなうための増加ジェネレーターの搭載など、ほかの強化パーツの装着により引き起こされるデメリットを解消するための重要ユニットでもある。後部にマニピュレーター式の能動的ラッチを装備しており、コンテナを機体各部に自由に装着可能。
コンテナ収納式ファンネル
BUNNySの制御とサポートによる、サイコミュ無線誘導端末。メガ粒子砲ジェネレーター部を先頭に、3枚のバレル部とそれらを繋ぐスラスター部が縦に並んだ状態となり、ウェポン・カーゴ内に対面で2基収納される。射出後は、筒状に丸まって解放式バレルによる射撃体勢をとる。バレル部はウィンチ・キャノンと同系であり、カーゴに収納するために先端が短くなっている。カーゴ内で再充填も可能。
ダイダロス・ユニット (DEADALUS UNIT)
球形の大型飛行ユニットで、サイコガンダムがモビルフォートレス形態で飛行する際に使用するミノフスキー・クラフトをTR系強化装備としてユニット化したもの。熱核ジェット / ロケットやホバー推進も併用した複合飛行ユニットでもある。複数のパーツを装着して巨大化した状態でも、機体の重量を支えて重力下を自由に飛行できる。当初はロゼット強化陸戦形態でユニットの小型化が試みられるが、失敗している。

## ガンダムTR-6［ウーンドウォート・ラー］
GUNDAM TR-6 [WONDWART RAH]（型式番号：RX-124 / RX-124+FF-X39A×2 / ARZ-124WD II）
ウーンドウォートがフルドドIIを2機装備した形態。命名規則通りの［ウーンドウォート・ラーII］と呼ばれることもあるが、単に［ウーンドウォート・ラー］と呼ばれる場合がほとんどである。マルチ・アーム・ユニットは肩部のフルドドIIに2対とも装着（内側と後部のラッチを使用）され、内側のものは胸部に、後部のものは翼状に展開される。ウーンドウォート素体が持つ性能を最大限まで引き出せる戦闘形態である。

### ガンダムTR-6［ウーンドウォート・ラー］クルーザー形態
［ウーンドウォート・ラー］後部のドラムフレームにギャプラン用のブースターとプロペラントタンク兼大型ブースター2基を装備した巡航形態。コンポジット・シールド・ブースターは左右に1基ずつ装備する。これにより、戦闘空域への迅速な移動が可能となる。

## ガンダムTR-6［アクア・ウーンドウォート］
GUNDAM TR-6 [AQUA WONDWART]（型式番号：ARZ-124WDM）
『Re-Boot』で設定された、ウーンドウォートとアクア・ハンブラビIIが合体した水中用形態。機種統合計画におけるアクア・ジムの代替機であり、それゆえ各武装の構成は同機に近いものとなっている。
変形も可能であり、MS形態では水中や水際での戦闘や特殊作業に優れ、MA形態では潜水艦に近い機体特性から対艦攻撃にも用いられる。なお、ウーンドウォートのコンポジット・シールド・ブースターのビーム・キャノンは、ビームの収束率を調整することで水中での発射が可能であり、ヒート・ブレードも使用できる。ほかに水中用のミサイルが2種、さらにオプションなども用意されている。
レジオン地下氷河基地の護衛任務に就くフェリシアのために用意された機体とされるが、作中では［キハールII］に搭乗している。

## ガンダムTR-6［ウーンドウォート］サイコ・ガンダムII ギガンティック・アーム・ユニット形態
GUNDAM TR-6 [WONDWART] PSYCHO GUNDAM GIGANTIC ARM UNIT（型式番号：RX-124 / RX-124PG+FF-X39A×2 / ARZ-124WD））
「ガンダムTR-6［ウーンドウォート・ラーII］ギガンティック形態 (GUNDAM TR-6 [WONDWART-RAH II] GIGANTIC FORM)」とも呼ばれる。敵大型機動兵器への対抗策として開発された大型形態。
ウーンドウォート・ラーにギガンティック・アーム・ユニット及びギガンティック・レッグ・ユニット（サイコガンダムもしくはサイコガンダムMk-IIの両手足）を接続しており、ラッチ増設型ブーストポッドを装備し、ウェポン・カーゴ2基と増加スラスターユニット（アドバンスド・フライルーで使用されているもの）をそれぞれ肩部・大腿部のフルドドIIに装着。ギガンティック・アーム／レッグ・ユニットもフルドドIIを介して接続される。肩部フルドドIIのマルチ・アーム・ユニットでウィンチ・キャノン（旧型）2基を保持し、ウーンドウォートの腕部でコンポジット・シールド・ブースター1基を携行する。股間部にウェポン・カーゴを追加し、背部に飛行用のダイダロス・ユニットを装着することも可能。
ウェポン・カーゴのコンテナにはボックス化された外付けサイコミュ・ユニット、ファンネルやインコムなどの遠隔操作武器コンテナ、Iフィールド・ユニットなどが格納される。サイコミュの操作はBUNNySが担当するため、一般のパイロットでも使用が可能となっている。また、サイコガンダムMk-IIの腕部を接続した場合は前腕部を射出してのオールレンジ攻撃も可能。
レジオン建国戦争では複数基のギガンティック・ユニットが生産され、インレのサイロ部に搭載、TR-6の換装用パーツとして投入するという、TR計画で想定されていた運用がなされ、ティターンズ残党およびレジオンのニュータイプ・パイロットが使用している。

## ガンダムTR-6［ハイゼンスレイII］
GUNDAM TR-6 [HAZE'N THLEY II]（型式番号：RX-124 / RX-124HS / ARZ-124HZ II / ARZ-124HZ2）
「ガンダムTR-6［アドバンスド・ウーンドウォート］ハイゼンスレイII形態 (GUNDAM TR-6 [ADVANCED WONDWART] HAZE'N THLEY II FORM)」とも呼ばれるが、正式名称は「［ウーンドウォート］ハイゼンスレイII形態」である。またSSDでは「ガブスレイH」と分類・呼称されている。
TR-6の高速戦闘形態で、ΖΖガンダムやEx-SガンダムなどΖ計画の次世代可変機への対抗策として開発されており、第4世代MSに相当する機能を有する。機種統合計画におけるガブスレイの後継機種としても想定されており、同様にMA形態への変形も可能であるとともに、脚部のみをクロー・アーム状にした中間形態をとることも可能となっている。MS・MA両形態でのバランスがよく、さまざまな作戦に対応できる柔軟な機体性能でありながら、高水準の戦闘力も有する。
本来、ガンダムTR-6は任務や用途に応じたパーツの換装による柔軟な運用が特長であるが、上層部の一部にはそのコンセプトが理解されなかった。本形態はそれらを納得させ、その要望に応えるために従来のMSの仕様に沿った「最強の万能機」、すなわち「ガンダムタイプMS」として用意されている。それゆえにティターンズのフラッグシップ機との想定のもとにコストを度外視され、Z計画次世代機を凌駕する為の拡張機構を設計に織り込み、過剰なまでの高性能な各種装備とともに、合体分離機構を備えたエリアドミナンス機として完成する。
ガンダムTR-1［ハイゼンスレイ］と同時に開発され、強化パーツは共用を前提としている。ただし、TR-6用の胸部増加ユニットは中央の展開式のハイメガ粒子砲（左右にサブ・ジェネレーターを搭載）に加え、MA形態において機首となる部分が延長されており、先端に機銃が搭載されている。換装される頭部ユニットもTR-1用とTR-6用で一部仕様が異なる。両肩のユニットに武装収納スペースがあり、作戦に応じてガトリング・ガン、ミサイル・ポッド、有線遠隔兵器などを装備可能。これとは別に肩部ビーム・キャノンを1基ずつ、コンポジット・シールド・ブースター1基を装備する。
脚部はウーンドウォートの膝部スラスターのパーツを取り外し、「ベロウズ・フレーム」と呼ばれる蛇腹状の関節を介して、MA形態や中間形態でクロー・アームに変形するユニットが接続される。通常はソール部やつま先がスキッド状で、脚部として最低限の機能しかもたないが、宇宙空間での接地や着艦などには十分な役割を果たす。また追加装備による重量増加や地上での駐機時には、脛の後部を踵状に展開して機体を安定させることも可能であり、ホバー・ユニットとしての機能も有する。脛カバーにはビーム・サーベル（兼ライフル）を1基ずつ収納、クロー・アームで保持して使用する。膝カバーは肩部と共通規格のウェポン・ベイとなっており、クロー・アーム変形時に使用するビーム兵装やミサイル・ランチャー、コンテナ式のミサイル・ポッドなどを内装する。リア・スカートとしてジェネレーターを内蔵した大型のテール・バインダーを2基装備、通常は腰の横に垂直に配置されるが、脚部クロー・アームを使用する場合は水平になり後方に跳ね上がる。両腰のフロントおよびサイド・スカート基部にはスプレッド・ビームを横向きに装備する。
MA形態では、その余りある出力によって大気圏離脱・再突入が可能であり、大気圏内での飛行や空中戦にも対応できる。クロー・アームとハイメガ粒子砲の併用により、MA特有の一撃離脱戦法をとる。またウーンドウォートと異なり、MS形態の上半身と下半身それぞれにドラムフレームをもち、互いに接続されているため、それぞれ分離・変形してトップ・ファイター［ストローベリー / ストロ（ー）ベリーII］ (TOP FIGHTER [STRAWBERRY / STRAWBERRY II])、ボトム・ファイター［ニルドル・ハイン / ニルドル（・）ハインII］ (BOTTOM FIGHTER [NILDO-HAIN / NILDRO-HAIN II / NEEDLE HAZE'N II])となり、前者は高速戦闘機、後者は重MAとして運用される。基本的にプリムローズIIはトップ側（メイン）とボトム側（サブ）の2機が搭載され、最大搭乗人数も2名に増えているが、パイロットが1名の場合でもBUNNySの補佐による半自立操作での運用が可能である。
スペックの詳細な数値は不明であるが、身長比較図（ラー形態）では頭頂高はEx-Sガンダム（21.73メートル）やνガンダム（22メートル）とほぼ同じであり、強化パーツの装着により頭頂高22メートルの大型MSになったとする資料もある。
当初の名称は「アドバンスド・ウーンドウォート」であったが、のちに「ハイゼンスレイII」に改名された（ただし、書籍『機動戦士ガンダム 新訳MS大全集 U.C.0081-0090』では、前述のように両方を組み合わせたような名称となっている）。これについて、のちの『Re-Boot』では、T3部隊に配備された際に、ハイゼンスレイ形態専用の強化パーツがフルドドII、ウィンチ・キャノン、ウェポン・コンテナ、サイコ・ブレードといった汎用強化（アドバンスド）形態用のパーツ群と分類されずに運用され、ガンダムTR-6のアドバンスド形態のひとつとして扱われたため、本来の命名法則通り「アドバンスド・ウーンドウォート」と呼ばれたと説明している。また、『ティターンズの旗のもとで』ではMS形態の背面画稿とMA形態はラフデザインのみであったが、『Re-Boot』で決定稿が掲載され、その際にリア・スカートのデザインがハンブラビIIのウイング・バインダーと共通のユニットに変更されている。
『Re-Boot』では、T3部隊のほかにもブラックヘアーズなどで極秘運用されており、火星に渡った機体にレジオン建国戦争でアリシアとオメガ・ザビが上半身と下半身のそれぞれに搭乗し、戦争終結に貢献している。その後、同個体はリハイゼに改修されている。

### ガンダムTR-6［ハイゼンスレイII・ラー］
GUNDAM TR-6[HAZE'N THLEY II RAH]（型式番号：RX-124 / RX-124HS / RX-124HS+FF-X39A / ARZ-124HZ2 / ARZ-124HZR）
「ガンダムTR-6［アドバンスド・ウーンドウォート］ハイゼンスレイII・ラー (II) 形態 (GUNDAM TR-6 [ADVANCED WONDWART] HAZE'N THLEY II RAH FORM)」または「ガンダムTR-6［アドバンスド・ウーンドウォート・ラーII］ハイゼンスレイII形態 (GUNDAM TR-6 [ADVANCED WONDWART-RAH II] HAZE'N THLEY II FORM)」とも呼ばれる。ハイゼンスレイIIにフルドドIIが合体した上位形態。『ティターンズの旗のもとで』のカラー画稿や作例では肩のみにフルドドIIのバインダー、股間部にマルチ・コネクター・ポッドを装着しており、連載時の名称は「アドバンス形態」の仮称を経て「アドバンスド・ウーンドウォートEX」とされ、連載終了後に「ハイゼンスレイII・ラー」と改称された。また、この状態から腰部側面にもう1機フルドドIIのバインダーを追加した状態を「第二形態仕様」としている。しかし『Re-Boot』では、肩と腰にフルドドII 2機分のバインダーを装着し、股間部のポッドがないものを「ハイゼンスレイII・ラー」としている（「第二形態」とはされていない）。ただし、『ティターンズの旗のもとで』でもモノクロであるが『Re-Boot』版と同じ形態の設定画が掲載されており（「ハイゼンスレイIIラーII」と記載）、これを「アドバンスド・ウーンドウォートEX」としているなど混乱が見られる。プラモデルでは『ティターンズの旗のもとで』のカラー画稿の形態が「ハイゼンスレイII・ラー」として発売された。
フルドドIIの装着により、フライルー同様のエリア・ドミナンス（領域支配）機に分類される戦略兵器とされる。MA形態にも変形可能で、大気圏内でも本体とフルドドIIのあり余る推力で空力特性を無視し、ミサイルのような飛翔体として空中戦を展開するほか、大気圏突破や再突入も可能。機体両側面に装備するウィンチ・キャノンはMA形態の射撃時には前方に向けるが、格闘戦時にはウィング状に後方に展開し、機体の動きを阻害しない。BUNNySの補佐により、フルドドIIを含む3機に分離も可能。また、インレなど大型MSの中核ユニットとしても運用される。ただし高性能な反面、高コストで操作性は悪い。
コンポジット・シールド・ブースターを1丁ないし2丁携行する。主要パーツが胴体部に集中しており、脚部のレイアウトには比較的余裕があるため、ヘイズルやバーザム、あるいはガンダムMk-V系統といったほかのMSの脚部にも換装が可能であり、その場合のMA形態は脚部を後方に伸ばしたメッサーラのような変形となる。

### ガンダムTR-6［ハイゼンスレイII・ラー］クルーザー形態
「ガンダムTR-6［アドバンスド・ウーンドウォート］ハイゼンスレイII・ラー (II) 形態ブースター装備クルーザーモード」または「ガンダムTR-6［アドバンスド・ウーンドウォート・ラーII］ハイゼンスレイII形態ブースター装備 (GUNDAM TR-6 [ADVANCED WONDWART-RAH II] HAZE'N THLEY II FORM/BOOSTER EQUIPPED)」とも呼ばれる。ハイゼンスレイII・ラーの背部にギャプラン用ブースターを装着した形態。名称は、『ティターンズの旗のもとで』では初期名称の「ガンダムTR-6［アドバンスド・ウーンドウォートEX］クルーザー形態」、初期の『A.O.Z Re-Boot』では「ガンダムTR-6［ハイゼンスレイII・ラー］」から変化はないため、本項での名称はガンダムTR-6［ウーンドウォート・ラー］クルーザー形態に準じた便宜的なものである。
GアーマーやGフォートレスに相当し、出撃時のほか、長距離移動や大加速を必要とする強襲・一撃離脱作戦で使用される。2機分のフルドドIIのマルチ・アーム・ユニットを利用して計4基のウィンチ・キャノンを装備した状態（テスト・カラーおよびティターンズ・カラー）と、ギャプラン用ブースターに加えてウーンドウォート・ラー クルーザー形態と同様に大型ブースターと中型ブースターを2基ずつ追加装備した状態（テスト・カラーおよびレジオン・カラー）が確認できる。いずれもコンポジット・シールド・ブースターは2丁（前者は両腕、後者は右腕の上下に2丁）携行し、レジオン・カラー以外は股間部にマルチ・コネクター・ポッドを装着している。

### アクア・ハイゼンスレイII
AQUA HAZE'N THLEY II
『A.O.Z Re-Boot Special issue』で設定された。
ハイゼンスレイIIに複数のアクア・ハンブラビIIを装着した形態。「ガンダムTR-6」の名は冠されていない。股間部のマルチ・コネクター・ポッドからドラム・フレームとベロウズ・フレームを介して、腰部左右にアクア・ユニット（フルドドIIのショルダー・ユニットを中心に、水中用シールド・ブースター3基と攻撃用ユニット、ハイドロ・ジェット・パック）を装着する。両腕にはハイドロ・ジェット・パックを装着したコンポジット・シールド・ブースターを装備、頭部ブレード・アンテナをサイコブレードに換装し、これによって無線誘導する水中用モビル・ビットとしての運用を前提としている。ほかに武装は、アクア・バーザムと同型のバハル・ライフルを両手に携行する。
レジオン建国戦争におけるジオンマーズの氷河拠点攻略戦の際に、ハイゼンスレイIIを組織のフラッグシップ機として認識していたオメガが、潜行しての水中戦よりも水上を高速で移動して単機で敵陣に突入するという戦法を選んだための専用装備であり、そのため「オメガ・ザビ仕様」とも呼ばれる。オメガおよびアリシアたちが搭乗し、拠点陥落に大きく貢献している。

### リハイゼ
RE-HAZE / RE-HIZE / REHAIZE（型式番号：ARZ-125）
『A.O.Z Re-Boot ガンダム・インレ-くろうさぎのみた夢-』に登場。火星のジオンの残党組織「レジオン」の総帥であるアリシアの乗機として、組織のフラッグシップ機となっている。
レジオンが、鹵獲したハイゼンスレイIIを改修した機体。ウーンドウォートを素体とするガンダム・タイプであるが、装甲が曲面を多用したジオン系の規格のものに換装されているためその面影はなく重厚なフォルムとなっており、のちのドーガ系やサザビーといった新生ネオ・ジオン系MSへの繋がりをうかがわせるものとなっている。原型機と同様にジェネレーター直結式のハイ・メガ粒子砲を装備し、サイコミュを標準搭載することから第4世代MSに分類される。総帥専用機であるため、全身に重装甲がほどこされてサバイバビリティが向上している。また、重力下飛行用の推進器が機体各所に増設され、原型機に比べて機動性が大幅に強化されている。リア・スカートはブースターとの一体構造を採用。これら機動性偏重の改修は、「火星の大空を飛翔し、自身が地上の支配者であることを誇示する」というアリシアの意思が反映された結果である。MA形態では原型機と同様に大気圏突入能力をもち、トップ・ファイターとボトム・ファイターにも分離可能。原型機とは各種性能が異なる機体となったため、型式番号は新たに "125" が割り振られている。ただし機体構造に大きな変更は見られず、内部機構には原型機のパーツが多数残っている。
武装・装備
コンポジット・シールド
ヒート・ブレード型バレルを、速射型冷却バレルに交換した改良型。これにより格闘兵器としての機能は限定されるものの、射撃兵装として機能強化を果たしている。シールド後部の推進器も強化されている。
トライ・ブレード
ドライセンのものと同型。作中で使用している。
肩部強化パーツ
原型機と同様にウェポン・コンテナとなっており、トライ・ブレードのほかファンネルやミサイル・ポッドなど運用に合わせた武装に換装が可能であり、さまざまな戦局に対応できる。後部には2基のスラスターを増設している。
背部ポッド
メガ粒子砲を内蔵しており、MA形態時の機首となる。
スカート
股関節の防御力強化のために追加される。原型機では両腰に配されているスプレッド・ビームは中心部に移設されている。
脚部強化パーツ
変形機構をもち、爪先とかかとを展開することでクロー・アームとしても使用可能となり、接地時に機体を安定させる際にも使用される。膝部にはミサイル・ポッドを装備。
テール・スラスター
両腰に装備。重力下での飛行を可能とする大推力スラスターで、バインダーとして独立可動しAMBAC作動肢としても使用される。内部には原型機と同様にTRジェネレーターを搭載する。
『くろうさぎのみた夢』では、「うさぎ狩り」の際にダイアナのキハールIIを人質にとったドナルドのジム・クゥエルの頭部を狙撃によって吹き飛ばし、背部へのトライ・ブレードの一撃で行動不能にする。帰投後、アリシアは股間部サブ・アームをIフィールドの防御装置に交換するよう命じる。「輝ける星」作戦の際には、終盤でグロリアのフライルーIIが敗れた直後に、大型のスマートガンのような火器を携行し、多数のフライルーIIを率いて出撃。エレノア砲によって僚機が全滅したあとの去就は不明。

## ガンダムTR-6［クインリィ］
GUNDAM TR-6 [QUEENLY]（型式番号：RX-124 / RX-124QL / ARZ-124QN）
「ガンダムTR-6［ウーンドウォート］クィンリィ形態 (GUNDAM TR-6 [WONDWART] QUEENLY FORM)」とも呼ばれる。ウーンドウォートの高性能火器管制により、複数の火器を制御し、多数標的への同時攻撃を目的とする拠点防衛形態。背部スラスターユニット上にマウントされるウェポンカーゴが、あたかも王冠のように見えることから「クインリィ形態」と呼ばれる（設定画稿の記述に［女王形態］との記述あり）。
ウーンドウォート・ラーに背部強化パーツ（アドバンスド・フライルーの背部強化パーツと同じ）を装着、頭部も強化パーツ内に格納されているものに換装（パーツ上部のメガ粒子砲が使用しやすいタイプ）、大腿部のフルドドIIに増加スラスターユニットを装備、腕部を折り畳んで胴体ユニット化し、内側のマルチ・アーム・ユニットでビームキャノン2基、後部のサブアームでウィンチ・キャノン（旧型）2基を保持した状態で、さらに2機のアドバンスド・キハールIIのMA形態と合体した形態。アドバンスド・キハールIIが装備していたコンポジット・シールド・ブースター2基の蛇腹状のアームを展開して装備。
ガンダム試作3号機のコンセプトと技術を継承しており、後継機を意識したと推測される。TR-6の命名法則上、［デンドロビウムII］の名で呼ばれる可能性も考えられたが、GP計画の公式記録抹消もあって実現しなかった。
また、フルアーマー形態を含めて本形態にはTR-6インレの下位モデルとしての側面もあり、戦略兵器のインレは運用コスト・政治的配慮といった事情が絡んで出撃できないことが多いため、代わりに戦場に派遣される構想があった。
漫画『ガンダム・インレ-くろうさぎのみた夢-』では、宇宙世紀0089年にジオンマーズのチェスター宇宙艦隊およびネオ・ジオン残党の火星降下作戦に対抗するため、レジオン副総裁のグロリア・ザビ機が本形態に新装備のフレア・ユニットを装備して出撃。コンポジット・シールド・ブースターに替わりガンダムTR-S［エルアライラー］のギガンティック・アーム、計5基のウェポン・コンテナもエルアライラーのものを装備、機体左右にミサイル・コンテナを多数連結する。ネオ・ジオン残党の強化人間が搭乗するフェンリス・ヴォルフ小隊の攻撃により破壊されるが、コアであるウーンドウォートは無事であり、無傷であったギガンティック・アームとウェポン・コンテナ1基、およびバーザムの膝から下を装着して独自の高機動形態となり、小隊に逆襲して全滅させたあと、降下を開始する敵艦隊に追い付き降伏を勧告する。

### ガンダムTR-6［クインリィ］フルアーマー形態
GUNDAM TR-6 [QUEENLY] FULL-ARMOR（型式番号：RX-124 / FA-124QL / ARZ-124QN）
「ガンダムTR-6［ウーンドウォート］フルアーマー・クィンリィ形態 (GUNDAM TR-6 [WONDWART] FULL ARMOR QUEENLY FORM)」とも呼ばれる。クインリィ（マルチ・アーム・ユニット及びウィンチ・キャノンは装備しない）にサイコガンダム又はサイコガンダムMk-IIの両腕と両足を接続（腕はフルドドIIとアドバンスド・キハールIIMA形態の間に、足は折りたたんで接続ユニット化したウーンドウォートの足に）した形態。「フルアーマー・クインリィ」とも呼ばれる。
拠点防衛形態とギガンティック形態を融合させたものといえるが、他の形態と同様にパーツ構成は固定されておらず、現場での柔軟な換装も可能としている。機体後部に球状のダイダロス・ユニットを装備することで、飛行を可能とさせている。発展プランとして、ウェポンカーゴにプロトタイプサイコガンダム の巨大なサイコミュバックパックを搭載することで、TR-6を完全にサイコガンダム化してしまうプランが存在する。
機動兵器としての最上クラスの性能を有し、拡張込みで対抗機のクィン・マンサを大きく上回る能力を備え、さらなる脅威への対抗として別形態への進化も想定されている。TR-6の柔軟な互換性を示すためのシンボル的な形態とも言われている。

## ガンダムTR-6［インレ］
GUNDAM TR-6 [INLE]（型式番号：RX-124 / RX-124IL / ARZ-124INL）
「ガンダムTR-6［ウーンドウォート］インレ形態 (GUNDAM TR-6 [WONDWART] INLE FORM)」とも呼ばれる。TR-6の究極形態で、ファイバーIIとダンディライアンIIが合体した決戦仕様。クィンリィの上位形態でもあり、藤岡はクィンリィとの対比で「大王形態」とも表現している。
正確なスペックの数値は不明だが、巡航形態の全長は100メートルを超えるとされ、対比図（ラフ画稿）ではMS形態での頭頂高はサイコガンダム（40メートル）やクィン・マンサ（39.2メートル）の倍、全高はα・アジール（108.26メートル）を越えている。
本形態はMS・MA等の機動兵器の枠を越えた「戦略兵器」に分類され、「単機で敵陣に強行突入して制圧を可能とする弾道兵器」をコンセプトとする。強力すぎる戦力と費用対効果に加え、旧世紀における核兵器の抑止力に近い政治的な影響力をも有するため、戦争の趨勢を決する戦場以外での投入は極めて稀なケースとされる。
TR計画はインレの開発を目的とする計画だったが、巨大なサイズと複雑なシステムのために単独での開発は困難と判断され、まずTR-1からTR-5の各機に分散してシステムの開発と運用試験を実施。それぞれ各機能や機構の実用性を検証し、得られた兵器システムを具体化することで完成にこぎ着けた。計画には運用母艦となるアスワン改や衛星軌道上の駐機ステーション「SSD（スターシップダウン）」、さらに強化人間専用機としてのサイコミュ搭載（サイコ・インレ）や、外惑星への侵攻を想定した巨大な惑星間航行ブースター（フリス）の開発も含まれていた。
当初インレのコアMSとして予定されていたのはRX-123 ガンダムTR-S［ヘイズル・フレア］であったが、TR-6に計画が移行して開発が複雑化した結果、TR計画の進行が遅延しグリプス戦役への投入自体も叶わなかった。レジオン会戦で証明されたインレの戦力から分かる通り、当初の計画のままRX-123を正式に開発・量産していた場合、“ティターンズの勝利は確実”だったと断言されている。また、投入がグリプス2攻防戦であるのならエゥーゴの勝利は覆っていたと言われている。
2機のコアMSは、それぞれファイバーII側が火器管制、ダンディライアンII側が操縦を担当する。テスト・カラー、ティターンズ・カラーおよびレジオン・カラーが確認できる。
各種形態
巡航形態
ファイバーIIに装備されている複合バインダーの下部メイン・バインダーを前方に展開して重量バランスを整え、機体への負荷を最小限に抑えるとともに、ダンディライアンIIに装備されているダイダロス・ユニットのミノフスキー・クラフトなどの併用により大気圏内での飛行を実現した形態。「モビル・フォートレス形態」とも呼ばれる。
射出形態
攻略目標地点到着後に、搭載機であるキハールIIを射出するために、複合防御バインダーを左右に展開してリニア・カタパルトとする形態。
大気圏離脱形態
ファイバーIIと同様に、大型ブースターを後部に装備して地上から打ち上げられる。
装備
外惑星進出用機器［フリス］
TR計画で予定されていたインレ強化計画のひとつで、後部に装備する木星圏進出用の超大型ブースター。巨大な3枚の「翼」を持ち、展開することで太陽風推進も可能とされる。

### ガンダムTR-6［ファイバーII］
GUNDAM TR-6 [FIVER II]（型式番号：RX-124 / RX-124HS+LRX-007-2 / ARZ-124FV II / ARZ-124FV-2 / ARZ-124FV）
「ガンダムTR-6［アドバンスド・ウーンドウォート］ファイバーII形態 (GUNDAM TR-6 [ADVANCED WONDWART] FIVER II FORM)」とも呼ばれる。コアMSにTR-5［ファイバー］の運用データをもとに開発された［ファイバーII］ユニットを装着した形態。機種統合計画におけるメッサーラの後継機形態。また、インレの上半身を形成する。
「侵攻・制圧兵器システム (Invasion and subdue weapon system)」というカテゴリーが与えられており、超音速侵攻により敵地へと侵入し、圧倒的な火力と搭載機のキハールIIによる空間制圧能力によって敵地を制圧する。弾道兵器の利点（長射程、迎撃困難）を備えた機動兵器であり、MSを中心ユニットにすることで既存の弾道兵器の欠点である低い命中精度を克服している。単独で危険度の高い任務をおこなうため、複合バインダーによって極限まで防御力が高められている。各パーツはドラムフレームを介して蛇腹状の関節で接続されており、フレキシブルに可動する。
MA形態で地上から打ち上げられ、弾道軌道で敵勢力圏へ突入して拠点上空に到達後、MS形態に変形して攻略をおこない、同時に搭載機による制圧なども実施する。MS形態では胴体部が反転して展開、ピグウィグ・キャノンIIを保持したコアMSが露出する形となる。MSの柔軟性を活かして目標をピンポイントに攻撃可能であり、損害を最小限に抑えた目的の達成が可能となる。弾道ミサイルと異なり再利用が可能であることも、本形態の有用性を担保している。
武装・装備
ハイパー・ロングレンジ・ビーム・キャノン（ビグウィグ・キャノンII）
本形態の主兵装。通称「ビグウィグ・キャノンII」。バイザックTR-2［ビグウィグ］のビーム・キャノンをさらに強化したもので、精密射撃の命中制度が向上し、MSで運用可能な火器として最大級の威力を有する。また携行を容易にするため、折り畳み機構が採用されている。MS形態ではコアMSの腕部で保持されることで広い視界を得るほか、射撃の精密度も向上する。本兵装のみの独立運用も可能。
インレ合体時にはダンディライアンIIのシールドを装着し、防御用の拡散ビーム砲を使用可能。腰部（ダンディライアンII側）に装着し、精密射撃時にはダンディライアンII側のコアMSが直接操作する。
複合バインダー
「複合防御バインダー」とも呼ばれる。両舷に装備され、ブースターだけでなく、武装やIフィールドも搭載する攻防一体の複合兵装。Iフィールド・ジェネレーターを中心に、上下2枚のメイン・バインダーと側面のサブ・バインダーで構成される。メイン・バインダーの前部には迎撃用の積極的防御兵装を内蔵し、球形の有線スプレッド・ビーム砲台や機関砲も搭載。上部メイン・バインダー後部には搭載機としてキハールIIを片側3機、計6機を搭載可能（イカロス・ユニット装備のヘイズルなど通常MSも可）。アームで懸架し、レールで前後に移動する。下部メイン・バインダー後部はメイン・ブースターとなっており、プロペラントタンクやスラスターを内蔵する。同様にスラスターを内蔵したサブ・バインダーも併せた3つのバインダーを可動させることで、高度な機動性と運動性を発揮する。
胴体ユニット
MA形態時の機首を構成し、半円状のメイン・フレームを介して複合バインダーを接続する。TRシリーズ共通新型ジェネレーターのほか、共通の冷却フィールド発生器を内蔵し、使用時に両側面に展開する。コアMSは大型のアームで両肩のフルドドIIのドラムフレームに接続し、本体下部に収納する。
巨大な武器庫にもなっており、大中小のコンテナを多数搭載する。コンテナ内の各種武装を使用する際には、カバーが上方に展開する。また、オプションとしてEWACレドーム案、ミサイル・サイロ案、サイコミュ・システム案（後述）、その他「3号計画」などさまざまな新兵器搭載案が検討されるが、いずれもペーパー・プランに終わっている。
漫画『くろうさぎのみた夢』では、機首下部の大型ブレード・アンテナはサイコブレードのように他者が触れることで精神感応が起きている。
大型ブースター（インレのゆりかご）
作戦内容によっては、打ち上げの際に「インレのゆりかご」と呼ばれる球形の大型ブースターを後部に接続する。内部には大型の格納スペースを有し、兵員やMSを搭載して輸送・展開が可能。ホバリング・ユニットも兼ねており、滞空しつつ部隊の支援などをおこなうことも予定されている。大量の燃料を搭載しての長距離ミッションや惑星間航行も可能であり、その際は内部に居住スペースを設け、独立したバイオスフィアとしても機能する。大出力のジェネレーターを搭載しており、漫画『くろうさぎのみた夢』ではアリシアがこれをレジオンの建国に利用している。「アリシアの繭」と呼ばれる塔の最上部に設置され、居住スペースはアリシア専用の王宮に転用されており、建設中の新市街のシンボルにもなっている。
劇中での活躍
『ティターンズの旗のもとに』では、グリプス戦役末期にカール・マツバラ中尉が搭乗するガンダムTR-1［ヘイズル・アウスラ］をコアMSとして運用されている。
『くろうさぎのみた夢』の前日譚となる設定では、ティターンズがレジオンにもち込み、0088年のレジオン建国戦争でアリシアとオメガが搭乗するハイゼンスレイIIをコアMSとして運用され、敵対するジオンマーズの拠点を単機で攻略するなどの活躍を見せたとされる。本機によって火星を開拓し、レジオンに高い工業力をもたらしたあと、氷河基地で0091年にかけて改修・修理がおこなわれる。なお、ビグウィグ・キャノンIIは取り外され、監視衛星「エレノア」の主砲に転用される。
『くろうさぎのみた夢』本編では、インレの上半身となることから「インレの翼」とも呼ばれるが、本形態自体が「インレ」あるいは「ガンダム・インレ」と呼ばれることも多い。反乱軍による本機の奪還を目的とする「輝ける星」作戦の最中に完成、再調整されたアリシアのクローン強化人間のひとりダイアナを生体ユニットとして起動するも、身内のいざこざにより浴びた返り血を見て暴走、水門を破壊しコンテナからミサイルを全方位発射するなどして敵味方かまわず攻撃する。ツキモリが搭乗するヘリオス・マリナーとの戦闘では多数のモビル・ビットを射出して、ビット同士の攻防戦を繰り広げる。有線スプレッド・ビーム砲台は有線クロー・アームに換装されており、これによってヘリオス・マリナーのコックピットを貫くが、直後にトリスタンのクローン強化人間であるホシマルのアーリー・ヘイズルがブレード・アンテナに触れることで、本機の制御を取り戻す。本機にはあらかじめTR計画の中心人物であるトリスタンを認識して起動するような仕掛けがほどこされていたのである。さらにホシマル自身が精神感応でダイアナを説得して本来の自分を取り戻させることで戦意を喪失、本機は奪還される。しかし、レジオンによる改修でダンディライアンIIに替わる下半身として陸上移動用のグラン・ユニットを装着されており、火星から出られない状態となっていた。

### ガンダムTR-6［ダンディライアンII］
GUNDAM TR-6 [DANDELION II]（型式番号：RX-124 / RX-124+NRX-005-2 / ARZ-124DL-2）
「ガンダムTR-6［ウーンドウォート］ダンディライアンII形態 (GUNDAM TR-6 [WONDWART] DANDELION II FORM)」とも呼ばれる。コアMSにTR-4［ダンディライアン］と同様の大気圏突入モジュールを装備した形態。機種統合計画におけるバウンド・ドックの後継機形態であることが示唆されている（両矢印が引かれている）。また、機種統合計画後にガンダムTR-S［ラブスカトル］のコンセプトを引き継いで設計されているため、各部に共通するパーツが多く見受けられる。インレの下半身を形成する。
ダイダロス・ユニットに搭載されたミノフスキー・クラフトにより、おもに成層圏での活動を主眼とするが、大気圏内外の高速戦闘用の形態でもあり、AMBAC作動肢を兼ねる1対の大型クロー・アームを搭載し一撃離脱の格闘戦にも対応する。MA形態ではコアMSは内蔵されているが、MS形態ではユニット全体が中心から左右に割れ、コアMSとダイダロス・ユニットが姿を現す。コアMS（イラストではウーンドウォート・ラー）は右前腕部にコンポジット・シールド・ブースター、左腕にユニットの機首が変形したシールド（防御用の拡散ビーム砲を搭載）を装備、両肩のフルドドIIのサブ・アームでウィンチ・キャノンを保持している。
漫画『くろうさぎのみた夢』では、エゥーゴに接収されており、地球衛星軌道上のSSDでヴァルハラ博士のもと研究が続けられている。

### ガンダムTR-6［サイコ・インレ］
GUNDAM TR-6 [PSYCHO INLE]（型式番号：RX-124 / RX-124IL/P）
「ガンダムTR-6［ウーンドウォート］サイコ・インレ形態 (GUNDAM TR-6 [WONDWART] PSYCHO INLE FORM)」とも呼ばれる。TR計画で予定されていた、インレにサイコミュを組み込んだ究極の兵器構想であるが、ペーパー・プランに終わっている。藤岡は「ティターンズの狂気を体現した醜悪な最終兵器計画」と評している。
インレの頭部に当たるユニット（ファイバーIIの胴体ユニット）の上部にサイコミュ搭載の外付けユニットを装着。その武装サイロにはビットやリフレクター・ビット、コンポジット・シールド・ブースターといったサイコミュ誘導兵器のほか、プラズマ・リーダー、巡航ミサイル、核弾頭やBC兵器といった大量破壊兵器などを搭載可能。インレの複雑な火器管制をサイコミュによる思考制御でおこなえるが、パイロットはニュータイプか強化人間に限られてしまうため、通常のパイロットにこだわるこれまでのコンペイトウ技術本部の方針とは反するコンセプトとなっている。
イラストではMS形態からファイバーIIの下部メイン・バインダーを反転させて端部に有線スプレッド・ビーム砲台を「手」のように固定、ダンディライアンIIのクロー・アームを「脚」のように展開しており、通常のインレと印象が異なる。塗装もほかの形態と異なり、濃紺とオレンジ・イエローを基調としているのが特徴的である。

## ガンダムTR-6［キハールII］
GUNDAM TR-6 [KEHAAR II / KEHHAR II / KHEAR II]（型式番号：RX-124 / RX-124KH / RX-124KH2  / ARZ-124KH2 / ARZ-124KH-2 / ARZ-124KH II）
「ガンダムTR-6［ウーンドウォート］キハールII形態 (GUNDAM TR-6 [WONDWART] KEHAAR II FORM)」とも呼ばれる。インレの護衛を目的とした形態。機種統合計画においてはアッシマーやキハール、バイアランといった大気圏内飛行MSの後継機に相当する。
ウーンドウォートに飛行用強化装備である「キハールIIユニット」を装着。頭部カバーには僚機との通信用の大型アンテナを装備、MA形態では整流カウルの役割を担う。肩部飛行ユニットには熱核ジェットを内蔵、腕部の小型シールドはスプレッド・ビームを搭載する複合装備となっている。胸部の姿勢制御バインダーはMA形態でのAMBAC作動肢と増加装甲を兼ねる。コンポジット・シールド・ブースター1基を装備するが、代わりにガンダムMk-V（ニューディサイズ奪取前）のビーム・ライフルを携行することもある。なお、宇宙空間での運用も可能とする資料もあるが、漫画『ガンダム・インレ-くろうさぎのみた夢-』では本機で宇宙には行けないとされ、火星の成層圏で熱核ジェットがエンジン・ストールする描写もある。
母艦となるインレにはコンパクトな円盤状のMA形態で搭載され、出撃後も目的地までこの形態で飛行し、MSを載せてサブフライトシステムとしても機能する。目的地上空では手足を展開した中間形態に変形、人型かつ空中戦も可能なバランスのよい形態とされる。拠点制圧時などでは近接戦闘に適したMS形態に変形、移動は主にホバーでおこなう。キハールIIユニットの塗装は濃紺を基調としたティターンズ制式採用カラーとインレ搭載機の黄色（アッシマーやキハールと共通）、そしてレジオン鹵獲仕様の赤の3種類がある。
『くろうさぎのみた夢』では、レジオンのアリス親衛隊の専用機として6機が登場する。強化人間用のサイコミュを搭載している。

### ガンダムTR-6［キハールII］EWAC形態
GUNDAM TR-6 [KEHAAR II] EWAC-MODE（型式番号：RX-124 / RX-124KH2E / ARZ-124KH2EW）
MA形態上部（MS形態背部）のブースト・ポッドを、レドーム型に換装した形態。「EWACキハールII」、または「強行偵察形態」とも呼ばれる。
斥候的役割を担い、インレに先行して偵察をおこなう。レドームはMA形態の空力特性に配慮した形状となっており、後方の小型の円形サブ・アンテナはボリノーク・サマーンのものと同系列のものが使用されている。僚機や監視衛星とサイコミュ・リンクすることにより、本機の偵察情報をリアルタイムで共有することが可能となっている。

### ガンダムTR-6［アドバンスド・キハールII］
GUNDAM TR-6 [ADVANCED KHEAR II]（型式番号：RX-124 / RX-124KH/AD / RX-124AKH II / ARZ-124AKH II）
「ガンダムTR-6［ウーンドウォート］アドバンスド・キハールII形態 (GUNDAM TR-6 [WONDWART] ADVANCED KEHAAR II FORM)」とも呼ばれる。クインリィの構成要素のひとつとなる強化形態。
キハールIIのMS/MA両形態に対応した「アドバンスドユニット」を装着する。両肩にウェポン・カーゴ2基、頭部にハイ・メガ・キャノン、スキッド状に展開するホバリングノズル付きの脚部ユニットを追加。クインリィ形態ではフライルーII・ラーの両側面にMA形態で2機が合体し、武器コンテナ、ブースター、ジェネレーター、AMBAC作動肢などを兼ねた巨大なバインダーとして機能する（無人でも本体側で制御可能）。

## ガンダムTR-6［ギャプランII］
GUNDAM TR-6 [GAPLANT II]（型式番号：RX-124 / RX-124HR）
「ガンダムTR-6［ウーンドウォート］フライルーII形態 (GUNDAM TR-6 [WONDWART] HRAIROO II FORM)」とも呼ばれる、パーツ評価試験用の形態。『Re-Boot』の当初の設定では「ガンダム系量産機化」とされ、名称に反してバーザムの代替機であることが示唆されたが（両矢印線で結ばれている）、その後にバーザムIIが設定された。
ウーンドウォートにギャプランの腕部とアドバンスド・ヘイズルの脚部を接続、マルチ・コネクター・ポッドに換装して両側面にヘイズルのシールド・ブースターを装着。ガブスレイなどのフェダーイン・ライフルを携行する。連邦軍伝統のガンダムおよびジムに近い特性をもち、特化した機能はないものの過不足ない戦闘力を発揮する。テスト・カラーとティターンズ・カラーが確認されている。

### ガンダムTR-6［フライルーII］
GUNDAM TR-6 [HRAIROO II]（型式番号：RX-124 / RX-124HR/AD）
機体レイアウトがギャプランTR-5［フライルー］と酷似していることから、その代替として名付けられた形態。ギャプランTR-5［アドバンスド・フライルー］と同様のパーツ構成であり、「ガンダムTR-6［ウーンドウォート］アドバンスド・フライルーII形態 (GUNDAM TR-6 [WONDWART] ADVANCED HRAIROO II FORM)」あるいは「ガンダムTR-6［ウーンドウォート］アドバンスド・フライルー形態」とも呼ばれる。「対抗兵器」として、のちのΖプラスやデルタプラスなどΖガンダム系の後継機に対応しており、大気圏突入能力をもつこれらの機体に対して原型機のギャプランと同様に高高度で迎撃すると同時に、それらを凌駕する能力を付与された形態でもある。
頭部にハイ・メガ粒子砲、そこから後方に伸びる拡張装備用ラッチ上部にウェポン・カーゴ、大腿部にクラッカー・ホルダーを装備。ギャプランIIと同じくアドバンスド・ヘイズルの脚部（レジオン親衛隊による実際の運用時にはバーザムの脚部）を接続するが、腕部の代わりにコンポジット・シールド・ブースターを2基装備し、後部にウィング・ブースターを接続。高機動時の剛性を確保するため拡張装備用ラッチのフレームに半固定される。これにより、変形することなく射撃モードと格闘モードのふたつに変化することが可能となり、これらを使い分けることであらゆる戦局に対応する。頭部はブレード・アンテナを外したものとサイコブレードを装備したものが、塗装はテスト・カラーとレジオン・カラーが確認できる。
射撃モード (SHOOTING MODE)
「MS形態」とも呼ばれる。通常形態だが、3基の強力なビーム砲をもつことから射撃モード（形態）とも呼ばれる。いずれも長射程を誇っており、遠距離からの一方的な攻撃が可能である。
格闘モード (FIGHTING MODE)
「MA形態」とも呼ばれる。腕部として装備されているコンポジット・シールド・ブースターのクローを展開することで、格闘戦に対応する形態。接続している脚部をパージして補助翼を展開する場合もある。人型を外れた、なかば航空機状の形態であり、機体各部に装備された複数のブースターの加速を利用してMAのような一撃離脱戦法をとる。
作中での活躍
漫画『くろうさぎのみた夢』では、0091年の火星での「輝ける星作戦」において反乱軍に奪取されたバケットホイールエクスカベーター型サイコガンダムMk-IIに対抗するため、アリシアの命令でグロリアが搭乗して単騎で出撃するが（後述の［フライルーII・ラー］であったともいわれる）、BUNNySおよび戦闘プログラムをインストールした敵機は巨体でありながら本機の攻撃をかわし切り、ウェポン・カーゴに搭載しているファンネルを射出するも掴まれて叩き落され、最後は大型のバケットホイールを叩きつけられて大破する。アリシアはリハイゼで多数の本機（最低でも11機、パイロットはアリシアのクローン）を率い、一斉射による飽和攻撃で敵機を沈黙させる。しかし直後に造反した監視衛星エレノアの砲撃に遭い、アリシアの盾となり全滅する。

### ガンダムTR-6［フライルーII・ラー］
GUNDAM TR-6 [HRAIROO II RAH]（型式番号：RX-124 / ARZ-124HR II）
フライルーIIの肩と脚にフルドドIIが2機合体した形態。クインリィ形態の中核ユニットとなる形態だが、単体の形態としては『A.O.Z Re-Boot』が初出。命名法則通り［フライルーII・ラーII］とも呼ばれる。また、「［フライルー・ラーII フルアーマー］形態」とも呼ばれる。
フルドドIIのドラムフレーム部分に各種の超重装備を追加装着することで、クインリィ形態やギガンティック形態などのサイコガンダム系巨大機動兵器に変化する。単体でも宇宙・空中・地上とあらゆる領域での高い戦闘力をもち、領域支配（エリア・ドミナンス）機に分類される。

## ガンダムTR-6［ヘイズルII］
GUNDAM TR-6 [HAZEL II]（型式番号：RX-124 / RX-124HZ）
「ガンダムTR-6［ウーンドウォート］ヘイズルII形態 (GUNDAM TR-6 [WONDWART] HAZEL II FORM)」とも呼ばれる。ガンダムTR-1［ヘイズル改］および［ヘイズル・アウスラ］の代替となる形態。四肢を折り畳んだウーンドウォートにヘイズル改の四肢を接続し、ヘイズルと同様のビーム・ライフルとシールドを携行する。
これとは別に、ウーンドウォートのブースト・ポッドをマルチ・コネクター・ポッドに換装し、コンポジット・シールド・ブースターを左右1基ずつ接続した形態も［ヘイズルII］と呼ばれる。これは、ウーンドウォート自体がヘイズル素体（ヘイズル2号機あるいはアーリー・ヘイズル）の代替機にも位置付けられるからであり、本形態はヘイズル素体の背部にシールド・ブースター2基を装備した高機動形態の代替とも言えるが、ヘイズルの各形態の代替に位置づけられる仕様はすべて［ヘイズルII］と呼称される。キハールIIと同様のビーム・ライフルと小型シールドを携行する。また、MA形態にも変形可能。
さらに、上記2形態を組み合わせた形態も［ヘイズルII］と呼ばれ、ヘイズル・アウスラの高機動形態の代替とされる。バーザム改と同様のビーム・ライフルとシールドを携行する。ヘイズル・アウスラと同様、胸部へのミサイル・ポッド装備や、バックパックのトライ・ブースター・ユニットへの換装などによって、第1種-第3種装備形態へと変化することが可能である。
ここに挙げた形態は一例であり、ヘイズルIIはヘイズルと同様に多数のバリエーションが存在する。

## ガンダムTR-6［ハイザックII］
GUNDAM TR-6 [HI-ZACK II]（型式番号：RX-124 / RX-124BZ / ARZ-124HZ2）
「ガンダムTR-6［ウーンドウォート］バイザックII形態 (GUNDAM TR-6 [WONDWART] BY-ZACK II FORM)」とも呼ばれる。公国系量産機の代替後継機形態。「ハイザック2 (HI-ZACK2)」とも表記される。
ウーンドウォートにハイザックの腕部とマラサイの脚部を接続、背部ブースト・ポッドをマルチ・コネクター・ポッドに換装して両側面にフルドドIIのバインダー（ウィンチ・キャノンは旧型）を装着。アッシマーの大型ビーム・ライフルを携行する。公国系量産機に慣れたパイロット向けであり、ウーンドウォートをデチューンしたとも言えるロースペックな形態だが、一般兵でも扱いやすくなっている。テスト・カラーとレジオン・カラーが確認されている。なお、ハイザックの替わりにゼク・アインの腕部（第3種兵装、右肩シールドにクレイ・バズーカを懸架）を接続した形態（フルドドIIは装着しない、ティターンズ・カラー）も「ハイザックII」と呼ばれる。
本形態をはじめとする既存機のパーツを装着した形態は、総合性能は低下するものの機能が限定的であるがゆえに一般のパイロットにも操縦しやすく、機種転換も容易であるという利点がある。

## ガンダムTR-6［バーザムII］
GUNDAM TR-6 [BARZAM II]（型式番号：RX-124 / ARZ-124 / ARZ-154BZ2）
『Re-Boot』で新規に設定された、連邦系量産機の代替後継機形態。
ジム系をはじめ、ヘイズル・アウスラやバーザムといった連邦系量産MSの代替後継機として用意される。頭部はバーザムのような大型のブレード・アンテナをもつもの（ツイン・アイ）に換装される。胴体部にはグランユニット用である装甲ユニットが標準装備され、左右にミサイル・ランチャー、中央に防御用スプレッド・ビームを搭載する。腰部ドラムフレームには、バーザムと同様にプリムローズIIの飛行補助用パーツとなるウィング・バインダーを装着。四肢は、TR計画仕様（ティターンズ・カラー）ではヘイズル・アウスラのものが装着される予定だったが、レジオンで実戦配備された本形態では火星の工業プラントで増産されたバーザムのものが装着されている（ただし、レジオンと同仕様でテスト・カラーの本形態も確認できる）。機能的には同等であり、大きな差異はない。また、レジオン仕様は火星の監視衛星「エレノア」とのサイコミュ・リンクを構築する「エレノア・サテライト・リンク・システム」が搭載されており、情報や攻撃といった支援を受けることが可能となる。通信時にはブレード・アンテナがのちのユニコーンガンダムのように左右に展開してガンダムタイプとなり、敵だけでなく味方にも大きな心理的影響を与える。
武装は、TR計画仕様ではコンポジット・シールド・ブースター（ショート・バレル）に連邦軍汎用のハイパー・バズーカを接続したもの、レジオン仕様はバーザムのビーム・ライフルとグレネード・ランチャーを接続したものを右前腕部に装備する。また、レジオン仕様は背部にヘイズルのシールド・ブースターを（進行方向と逆に）装備することもある。両仕様とも、大腿部にクラッカー・ホルダーを装備する。
漫画『くろうさぎのみた夢』では、パイプライン事故の際にアリス親衛隊のダイアナを救う手柄を立て（たとされ）、特務隊に昇格したウェンディに特別に下賜されたウーンドウォート（もとはダイアナ機）に装着される。これは暗躍するジオンマーズに対するプロパガンダや、レジオン国民の戦意高揚の意味も大きいとされる。国民を背負う意味を込めて、ウーンドウォート本体も火星を象徴する赤に再塗装されている。火星の工業プラントを防衛するバーザム部隊の隊長機として、グランユニットを装備したグランバーザムIIとして出撃。ジオンマーズはミノフスキー粒子を使った砂嵐で撹乱するが、エレノアとリンクを接続して敵機の位置を把握し形勢逆転する。

## ガンダムTR-6［ジムII］
『Re-Boot』で設定された形態（形式番号：RX-124）。命名法則上唯一、形態名が既存機の名称と重複する。
ジム・コマンド系の腕部と、ジム改系の脚部を接続。ジム・カスタムのジム・ライフルと、ジム改のシールドを携行する。テスト・カラーのみ確認されているが、ほかの形態と異なりソール部とシールドが赤で塗装されている。

## ウーンドウォート建機形態
災害現場における現地改修仕様。漫画『くろうさぎのみた夢』では、パイプライン事故現場に駆けつけた2機のキハールIIのうち、ダイアナ機がバルブを閉めようとするが、漏れ出すガスによって装甲が凍結したため装備をパージしてウーンドウォートとなる。バルブを閉めることに成功するが、ガスの逆流によりパイプ自体が破裂しローザックが破片の下敷きになったため、「BUNNyS」によってリバウンド・ドックから脱落した大型クレーンを左腕部に装着、接地面積を増やすためローザックから膝から下を借りて装着し、破片の除去に成功する。この形態は命名法則上「リバウンド・ドックII」と仮称される。
一方、シンシア機は逃亡するノン－ブラビからテール・ドリルを奪い尾部に装着し、武器に転用している。『A.O.Z Re-Boot』では、これらすべてのパーツを装着した状態が描かれ、「ウーンドウォート建機形態」とされた。このように現地改修によるパーツの組み合わせは無限大であり、あらゆる局面に対応可能である。